# Mount Monier
Der Mount Monier ist ein Gipfel auf der karibischen Insel St. Lucia. Der Hügel liegt im Herzen von St. Lucia am zentralen Bergkamm an der Grenze der Quarter Gros Islet und Dauphin.
An den Hängen liegen die Ortschaften Monier, Plateau, Desrameaux und Morne Citon.